# Hospital de la Latina
El Hospital de la Concepción de Nuestra Señora, más conocido como Hospital de la Latina u Hospital de la Concepción, fue un hospital que se fundó en la ciudad española de Madrid en 1499. Ya desde su construcción se le llamó popularmente «La Latina», por el apodo de su fundadora, Beatriz Galindo.

## Historia

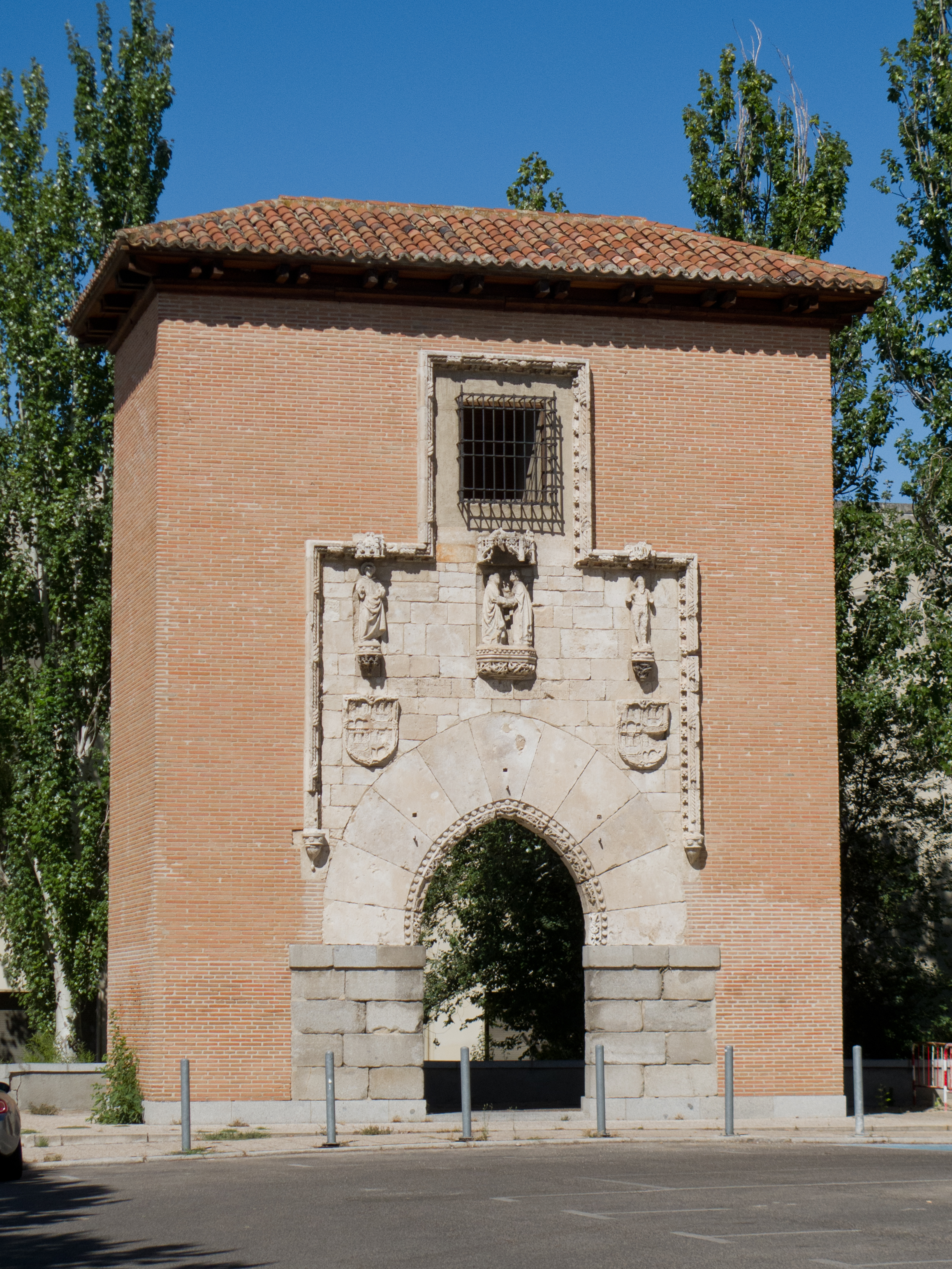
Portada gótico-mudéjar en la actualidad, en la Escuela Técnica Superior de Arquitectura de Madrid

Fue fundado por Francisco Ramírez "El Artillero" y su mujer Beatriz Galindo "La Latina" en el año 1499, y se encontraba situado cerca de la plaza de la Cebada contiguo al convento de las Monjas de la Concepción Francisca.  La obra era diseño del maestro mudéjar Hazan. La edificación del Hospital estuvo amparada por bula del papa Alejandro VI de 7 de diciembre de 1500 en la que se concedían privilegios a los ministros, e indulgencias a quienes murieran en él. Fue deseo de los fundadores que el hospital estuviera servido con la ayuda de cinco beatas mayores de cuarenta años adecuadamente seleccionadas. El aforo de enfermos se reducía a una docena. 
La propia Beatriz redactó las Constituciones para el gobierno de la institución sanitaria. El hospital estuvo funcionando hasta mediados del siglo XVIII. En 1718 hubo de cerrar por la falta de recursos y por los efectos de la Guerra de Sucesión. Hasta el año 1810 no volvió a abrir sus instalaciones. Estuvo funcionando hasta 1899, año en el que se dejó de admitir a enfermos. 

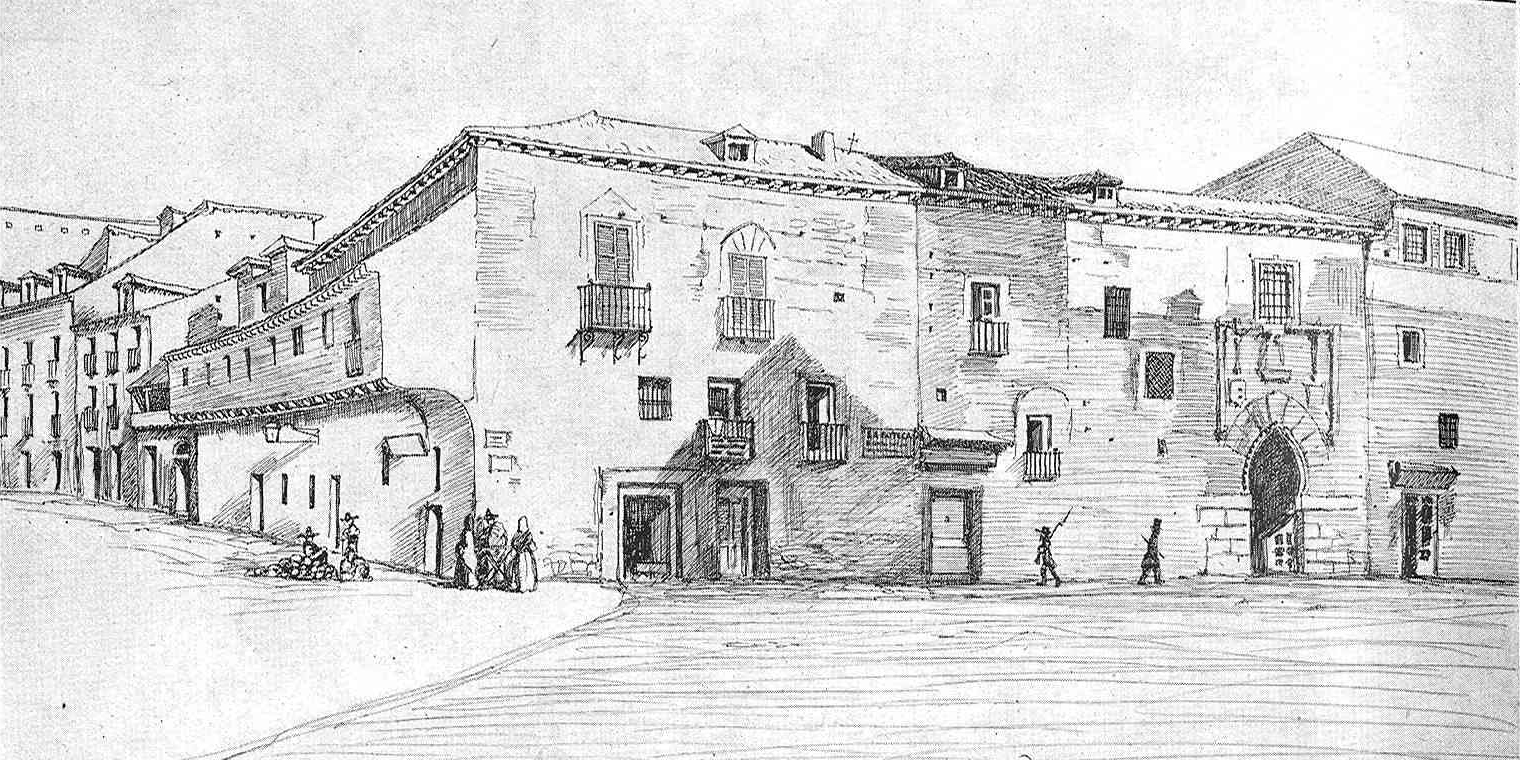
Vista del desaparecido hospital de la Latina según un apunte de Sancha en la revista La Esfera

Finalmente se derribó conjuntamente con el convento, en el año 1904, para poder ensanchar la calle de Toledo. La portada se trasladó a uno de los almacenes municipales de la Villa en la calle de Santa Engracia (Madrid). La escalera de la institución se trasladó a la Real Academia de Ciencias Morales y Políticas en la plaza de la Villa. Parte del solar fue ocupado por el Teatro de La Latina y edificios de viviendas anexos. El arquitecto Rafael Manzano Martos, a mediados del siglo XX, sugiere salvar los restos de la fachada y llevarlos al recién creado Museo Nacional de Arquitectura, ubicado en la Escuela Superior de Arquitectura de la Ciudad Universitaria de Madrid. En 1958, Fernando Chueca Goitia le dio cuerpo con un paramento de ladrillos.

## Características

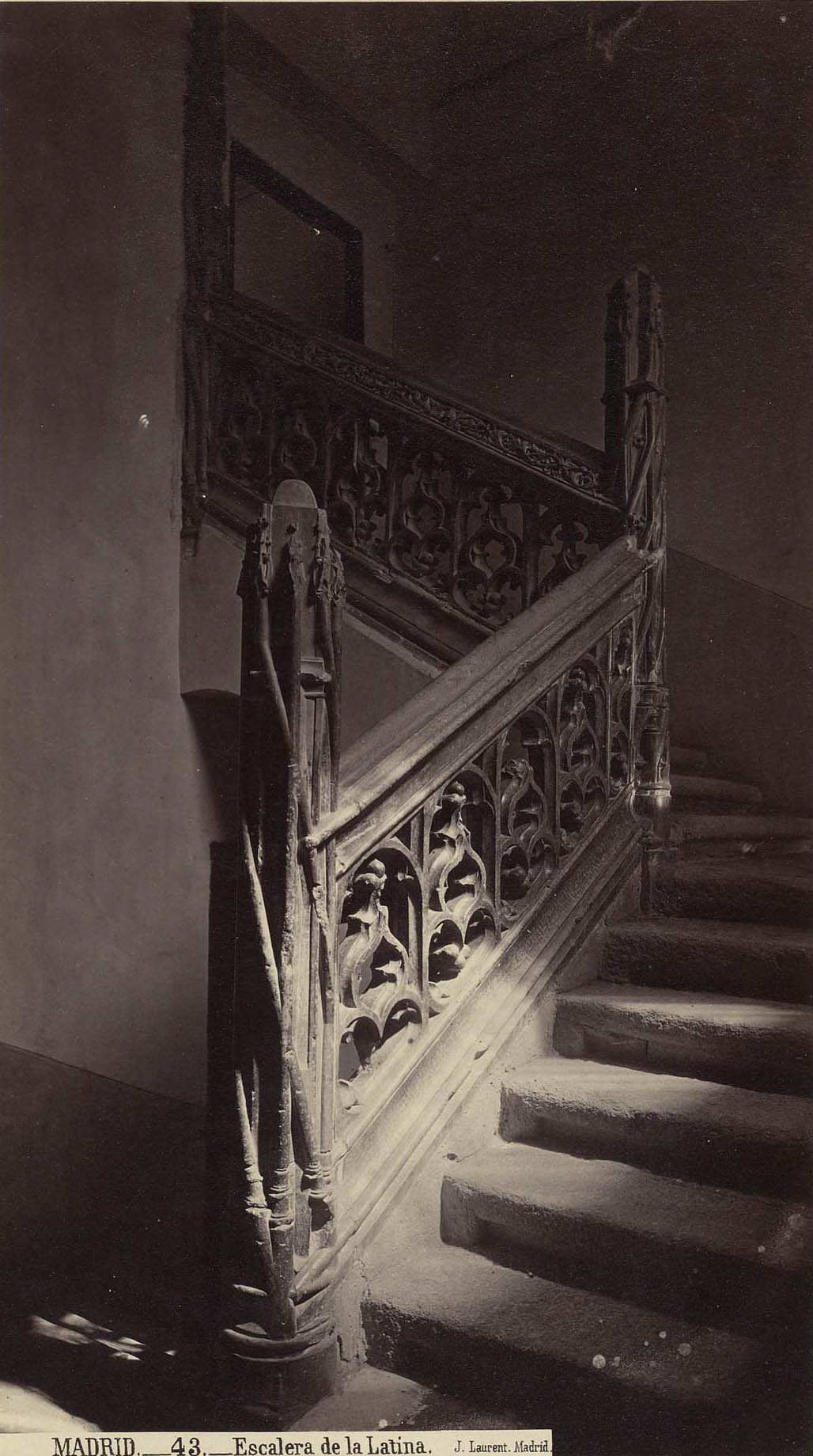
Escalera del hospital fotografiada por Laurent

El pequeño hospital, en la calle de Toledo, tenía dos zonas destinadas a hombres enfermos: la primera para seglares y la segunda para religiosos. Durante la Guerra de la Independencia se destinó a hospital militar y sobrevivió hasta 1906 en que fue derribado debido al ensanche de la calle. La portada, con arco apuntado, tres esculturas en la parte superior coronadas con doseletes góticos y los escudos de sus fundadores, fue desmontada y se trasladó a la Escuela de Arquitectura de Madrid.